# Бістро

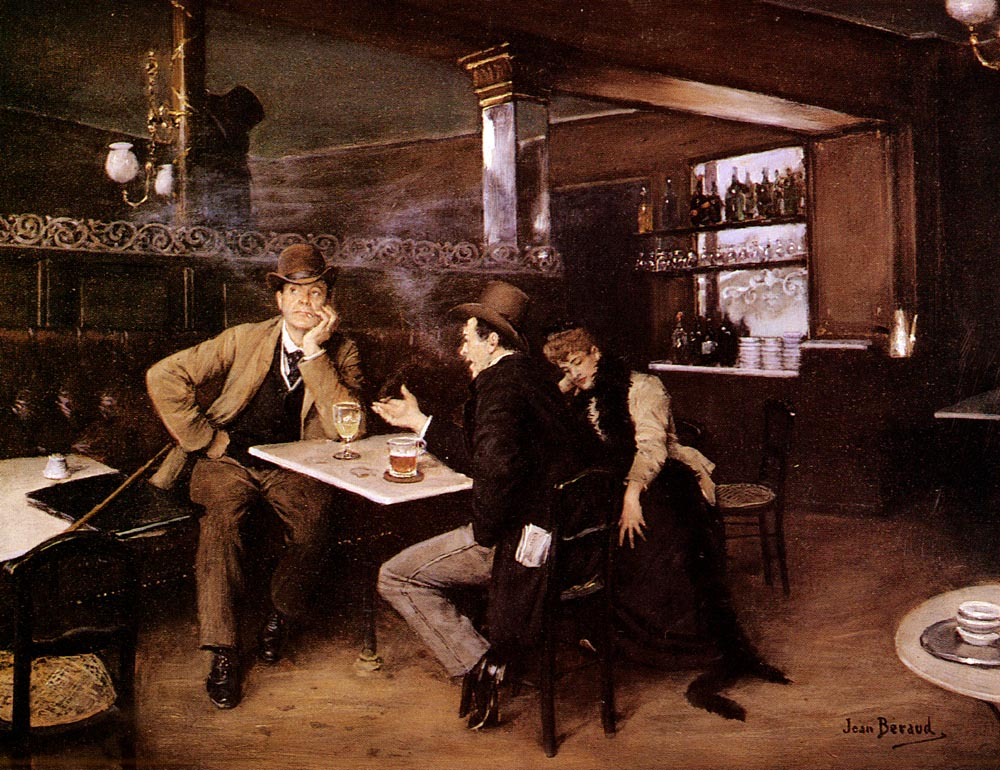
Жан Беро «У бістро»

Бістро́ (фр. bistrot, bistro) — це невелике кафе чи ресторан, із затишною атмосферою та недорогою їжею.

## Етимологія

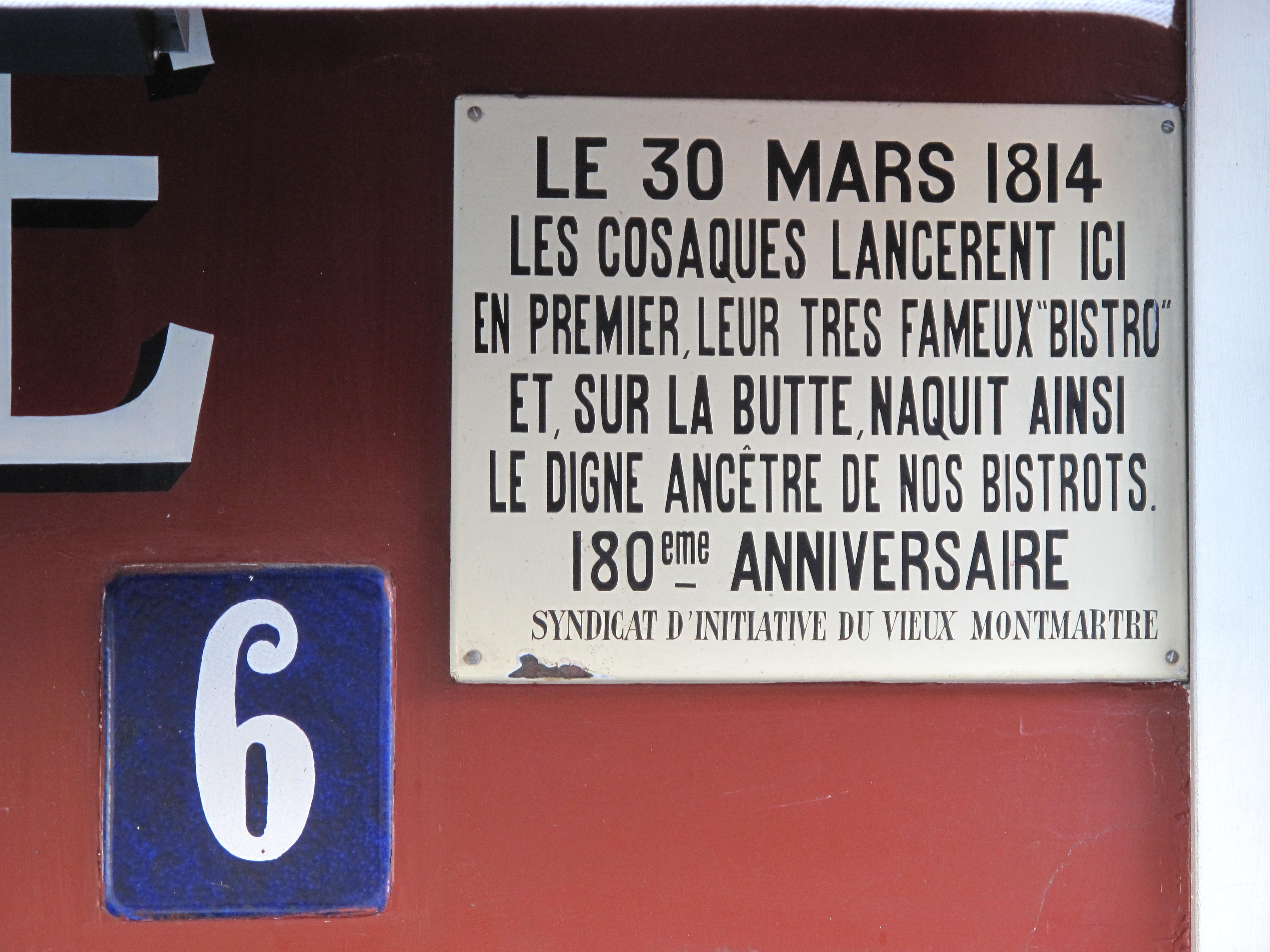
Табличка на ресторані À la Mère Catherine на площі Тертр з викладом популярної версії походження слова: «30 березня 1814 р. козаки вперше пустили тут їхнє знамените „бістро“ і на Пагорбі таким чином народився достойний предок наших бістро. 180-та річниця»

Етимологія слова остаточно не з'ясована. Існує кілька версій його походження. Згідно з першою, воно є французькою адаптацією рос. «бы́стро» («швидко», «бистро»). У 1814 році, коли Париж зайняло російське військо, у кожному місці, де можна було поїсти, збиралися юрби солдатів і наказували офіціантам чи кухарям швидше готувати та подавати страви. Російське слово з часом трансформувалося, наголос, за французьким манером, перейшов на останній склад і таким чином виникло нове слово bistro, до якого потім додали німе t. Проте французький Національний центр текстових та лексичних ресурсів розглядає цю версію як недостатньо обґрунтовану, і за словами французького мовознавця й лексикографа Алена Рея, вона «має бути відкинута з погляду хронології, за відсутності засвідчень слова протягом майже 75 років» (перша згадка слова датується 1884 роком, у Souvenirs de la Roquette Жоржа Моро).
За другою версією, воно має питомо французьку етимологію й походить з одного з французьких діалектів тих часів, де слово bistro означало «продавець алкогольних напоїв», «шинкар», а пізніше — «власник готелю для циганів чи мандрівників».
Третя версія також припускає питомо французьке походження, але виводить bistro від ранішого bistrouill, яке змінило вимову й написання наприкінці XIX сторіччя. Французьким діалектним словом bistrouill називали алкогольний напій, який проходить дві стадії перемішування перед тим, як подається замовнику. Тобто, приблизно в 1905 році сформувалося повне значення слова — «неякісний та дешевий алкогольний напій».
У наш час слово bistro має зовсім віддалене значення від усіх згаданих вище теорій походження.

## В Україні
За даними соціологічних досліджень 2018 року, мешканці України віддають перевагу «демократичним» закладам громадського харчування. Лідерами відвідування є кафе або бістро, на які припадає 40 % останніх візитів, а ресторани відвідує лише 9 % населення.